# طوم ليستر الابن
طوم ليستر الابن (بالإنجليزية: Thomas Duane Lister, Jr.)‏ مواليد 24 يونيو 1958 في باين بلاف، الولايات المتحدة، هو ممثل ومصارع أمريكي بدأ مسيرته الفنية عام 1984.

## الأعمال
- أمير بيل إير الحيوي
- مويشا
- العنصر الخامس
- فارس الظلام
- زوتوبيا

## وصلات خارجية
- طوم ليستر الابن على موقع دبليو دبليو إي (الإنجليزية)
- طوم ليستر الابن على موقع CageMatch worker (الإنجليزية)
- طوم ليستر الابن على موقع عالم المصارعة على الإنترنت (الإنجليزية)
- طوم ليستر الابن على موقع عالم المصارعة على الإنترنت (الإنجليزية)
- طوم ليستر الابن على موقع IMDb (الإنجليزية)
- طوم ليستر الابن على موقع روتن توميتوز (الإنجليزية)
- طوم ليستر الابن على موقع ألو سيني (الفرنسية)
- طوم ليستر الابن على موقع ميوزك برينز (الإنجليزية)
- طوم ليستر الابن على موقع أول موفي (الإنجليزية)
- طوم ليستر الابن على موقع قاعدة بيانات الفيلم (الإنجليزية)
- طوم ليستر الابن على موقع كينوبويسك (الروسية)